# Кангієв Альберт Османович
Кангі́єв Альбе́рт Осма́нович (крим. Albert Osman oğlu Kanqiev, нар. 3 квітня 1963, Ташкент, СРСР) — український кримськотатарський політик, міністр промислової політики, транспорту, зв'язку та паливно-енергетичного комплексу Ради Міністрів АР Крим (2005), міський голова Білогірська (2010—2014).

## Життєпис
Альберт Кангієв народився в Ташкенті. У 1980 році вступив до Ташкентського автомобільно-дорожного інституту, який закінчив у 1985 році за спеціальністю «інженер-будівельник». З 1985 по 1988 рік працював майстром виробничої дільниці в мостозагоні № 13 тресту «Ташметрострой». У 1988 році перейшов на посаду інженера виробничого відділу.
У 1990 році переїхав на постійне місце проживання до Криму, обіймав посаду начальника буддільниці кооперативу «Умід». З 1993 по 1998 рік працював у військовому радгоспі «Гурзуфський», пройшовши шлях від інженера-механіка до директора підприємства. У 1998 році розпочав політичну кар'єру, працюючи на посаді заступника голови Білогірської райдержадміністрації. Протягом 1997–2002 років навчався у Одеському регіональному інституті державного управління за спеціальністю «Державне управління». З 2003 по 2005 рік — голова Білогірської РДА.
В 2005 році Кангієв обіймав посаду міністра промислової політики, транспорту, зв'язку та паливно-енергетичного комплексу Ради Міністрів АР Крим. З 2006 по 2008 рік працював в дистриб'юторській компанії «Елса», а з 2008 року по листопад 2010 був начальником Тайганського міжрайонного управління водного господарства.
У листопаді 2010 року Альберта Кангієва було обрано міським головою Білогірська. До 2011 року він займав посаду голови Білогірської районної партійної організації ВО «Батьківщина», після чого залишив об'єднання та перейшов до лав Партії Регіонів. Внаслідок політичної кризи в Україні на початку 2014 року та кривавих протистоянь на Майдані Незалежності у Києві, Кангієв написав заяву про вихід з партії через неможливість знаходитися й надалі в рядах цієї політичної сили. Під час анексії АР Крим та Севастополя Росією навесні 2014 року Кангієв у офіційній заяві оголосив, що не підтримує ідею проведення референдуму 16 березня та вважає його неконституційним.
У 2019 очолював виборчий штаб партії «Єдина Росія» на виборах в Білогірську. 5 листопада 2019 року Глава Республіки Крим Сергій Аксьонов призначив Кангієва головою Держкомітету у справах міжнаціональних відносин і депортованих громадян Криму.

## Відзнаки та нагороди
- Заслужений працівник органів самоврядування Автономної Республіки Крим (2005)